# Ferkeria
Ferkeria is een geslacht van hooiwagens uit de familie Cosmetidae.
De wetenschappelijke naam Ferkeria is voor het eerst geldig gepubliceerd door Roewer in 1947. 

## Soorten
Ferkeria is monotypisch en omvat slechts de volgende soort:
- Ferkeria vestita